# Estil chen
El taijiquan és un art marcial d'origen xinès que té diversos estils, és a dir, diverses formes i maneres de dur-se a terme. L'estil chen és un dels cinc estils principals i es diferencia dels altres pels seus marcats moviments espirals, pels seus canvis de ritme i velocitat. Tot i això, igual que els altres estils, té com a objectiu principal "no trencar mai el fil de seda", la continuïtat energètica del moviment.